# Iolanda di Bretagna
Iolanda di Bretagna (Dreux, 1218 – Bouteville, 10 ottobre 1272) è stata una nobildonna francese che fu Contessa consorte de La Marche e d'Angoulême e Signora di Lusignano, dal 1249 al 1250. Dal 1250 al 1256 fu reggente della Contea de La Marche, Contea d'Angoulême e Signoria di Lusignano per il figlio Ugo.

## Biografia

### Infanzia

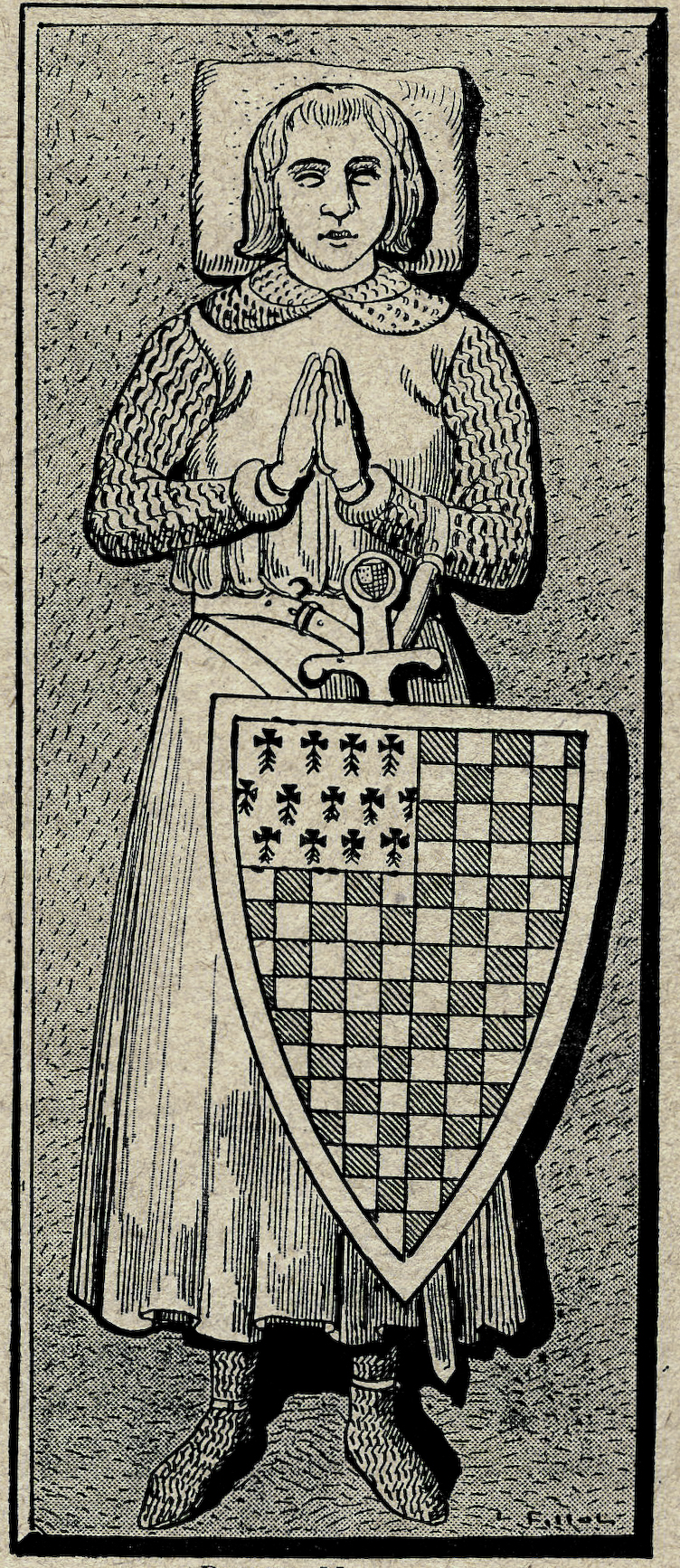
Pietro I di Bretagna

Secondo il documento n° CCXLII del Royal and other historical letters, Volume 1, Iolanda era la figlia del Duca reggente di Bretagna, dal 1213, Conte di Richmond e Conte di Penthièvre, Pietro detto Mauclerc e della moglie, la duchessa di Bretagna, Alice di Thouars, che, secondo la Genealogia Comitum Richemundiæ post conquestum Angliæ, era la figlia del nobile francese della casata dei Thouars, che fu Duca reggente di Bretagna, Guy de Thouars e della Duchessa di Bretagna e Contessa di Richmond, Costanza.
Pietro detto Mauclerc, secondo la Chronica Albrici Monachi Trium Fontium, era il figlio maschio secondogenito del conte di Dreux, Roberto II e della sua seconda moglie, Yolanda di Coucy, che secondo il Gisleberti Chronicon Hanoniense, era la figlia primogenita del Signore di Coucy e di Marle, Rodolfo I e della sua prima moglie, Agnese di Hainaut, figlia del Conte di Hainaut, Baldovino IV.
Iolanda di Bretagna nacque nel tardo 1218 da Pietro I di Bretagna e Alice di Thouars, uno dei suoi fratelli era Giovanni I di Bretagna. Sua madre morì quando Iolanda era ancora molto piccola, il 21 ottobre 1221, e suo padre si risposò con una donna a nome Nicole da cui ebbe un altro figlio, Oliviero.

### Fidanzamenti

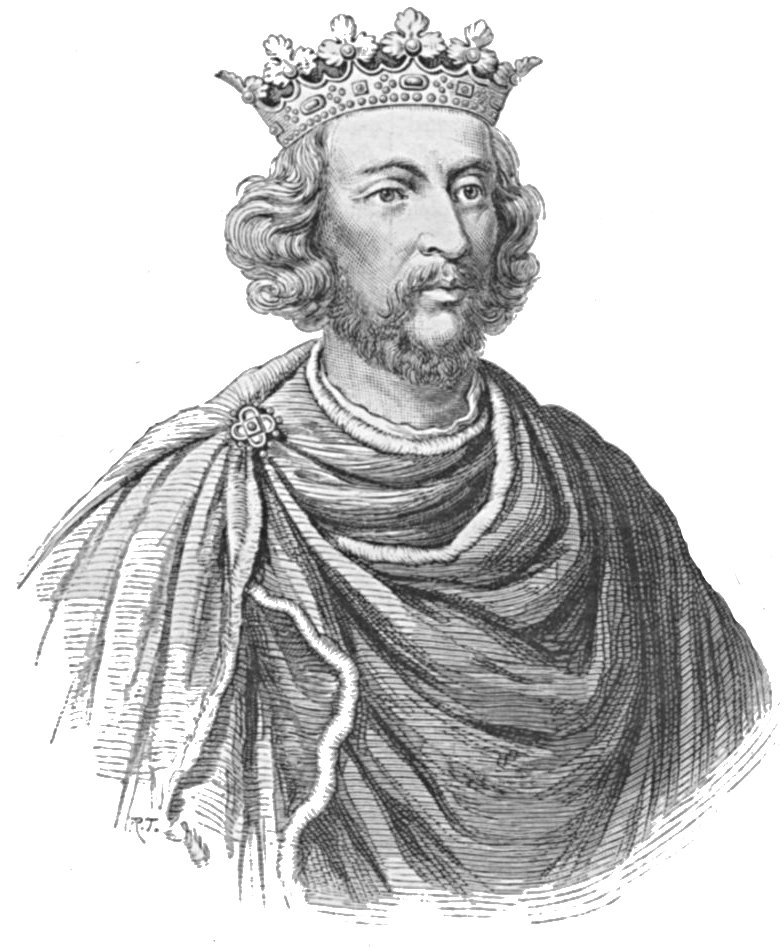
Un'illustrazione novecentesca di Enrico III d'Inghilterra

All'età di sette anni venne fidanzata con Enrico III d'Inghilterra, ma andò poi in sposa al fratellastro di Enrico III, Ugo XI di Lusignano: nel 1226, dopo la morte del re Luigi VIII di Francia, quando Iolanda aveva circa sette anni, si ventilò un suo fidanzamento col re Enrico III d'Inghilterra; tuttavia tale matrimonio non ebbe mai luogo, la reggente al trono francese Bianca di Castiglia voleva impedire che Enrico acquisisse troppo potere e influenza nel loro paese e costrinse Pietro I di Bretagna a cambiare partito.

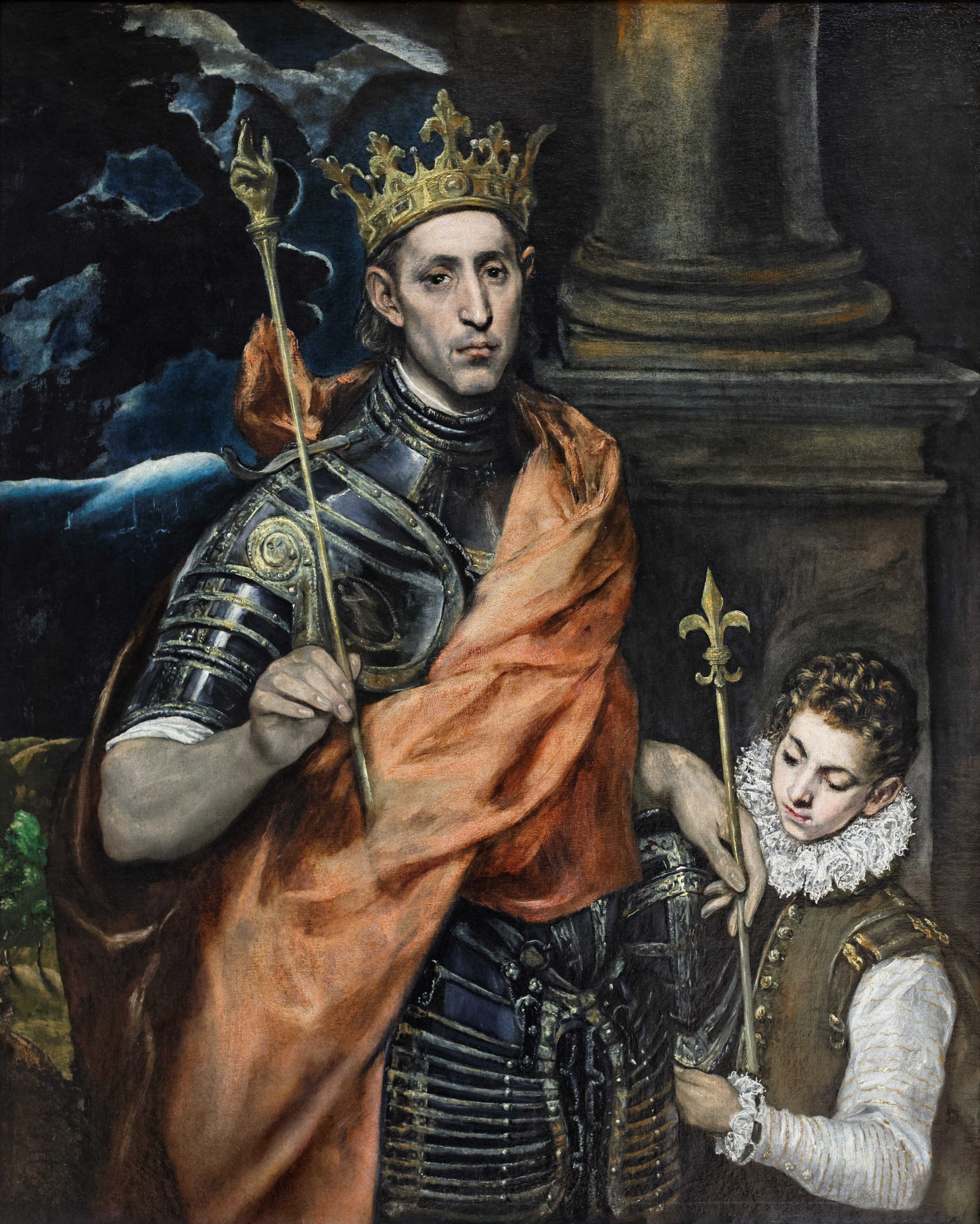
Luigi IX di Francia in un ritratto immaginario di El Greco del 1585/1590, Museo del Louvre, Parigi

Fu secondo il volere di Bianca di Castiglia quindi che, l'anno dopo, Iolanda si fidanzò col suo coetaneo Giovanni di Francia, figlio di Bianca e fratello del re di Francia, Luigi IX il Santo, come cui viene confermato dal documento n° 1922 delle Layettes du trésor des chartes : de l'année 1224 à l'année 1246, lettera di conferma del contratto di nozze tra i due giovani del padre di Iolanda, Pietro Mauclerc; anche il Chronicon Turonense ricorda il fidanzamento di Iolanda con Giovanni ricordando che, per l'occasione, Luigi IX aveva concesso a Giovanni il titolo di conte d'Angiò; il giovane morì poi nel 1232 appena tredicenne.

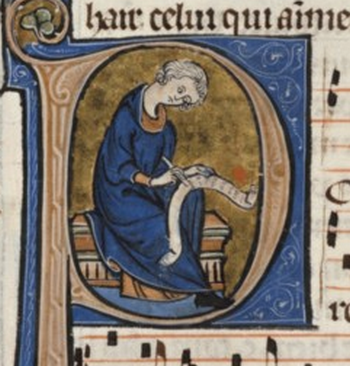
Miniatura di Tebaldo I di Navarra

Iolanda, libera da impegni, in quello stesso anno, come ci narra la Histoire de Bretagne (Paris), Tome I, fu fidanzata con Tebaldo IV di Champagne, che da un anno era vedovo di Agnese di Beaujeu; contro tale fidanzamento si pronunciarono sia il re di Francia, Luigi IX, che papa Gregorio IX, come da documento n° 789 dei Auvray, L. (1896) Les Registres de Grégoire IX (Paris), Tome I.
Tebaldo poco dopo si sposò con Margherita di Borbone-Dampierre.
Suo padre, Pietro, nel 1235, adottò il nome, Pietro di Braine e rinunciò ai suoi titoli: 
- il Ducato di Bretagna andò al figlio maschio, Giovanni
- la Contea di Richmond tornò alla corona inglese
- la Contea di Penthièvre andò a Iolanda, che Pietro aveva fidanzato con Ugo, figlio di Ugo X di Lusignano, che, negli anni precedenti, assieme allo stesso Pietro e a Tebaldo IV di Champagne avevano cercato di destabilizzare il regno di Francia[16].
Quale dote, nel 1235 Iolanda, oltre il titolo di Contessa di Penthièvre, ricevette anche quello di Signora di Fère-en-Tardenois, Chailly e Longjumeau che detenne per Suo jure per mano del fratello Giovanni e del padre e su cui agì come reggente. Sempre per volere del fratello ebbe anche il titolo, e il potere, di contessa di Porhoet[6].

### Matrimonio

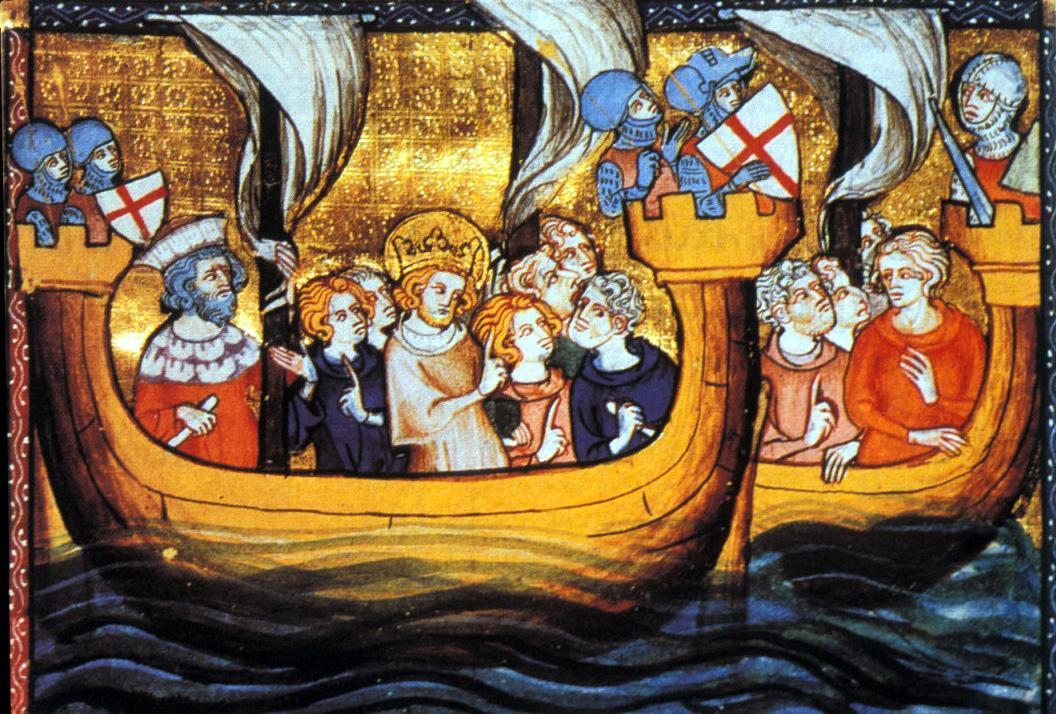
Ugo XI di Lusignano mentre parte per la settima crociata

Iolanda, nel gennaio del 1236, sposò Ugo XI di Lusignano, che, sia secondo il monaco benedettino inglese, cronista della storia inglese, Matteo di Parigi, che le Layettes du trésor des chartes : de l'année 1224 à l'année 1246 ed il testamento del padre, contenuto nel Cartulaire de l'abbaye royale de Notre-Dame des Châtelliers, era il figlio primogenito del signore di Lusignano, conte di La Marche e d'Angoulême, Ugo X di Lusignano e della Contessa di Angoulême ed ex regina consorte d'Inghilterra, Isabella d'Angoulême, quindi era fratellastro di Enrico III d'Inghilterra, anche lui figlio di Isabella d'Angoulême.

### Contessa e signora consorte

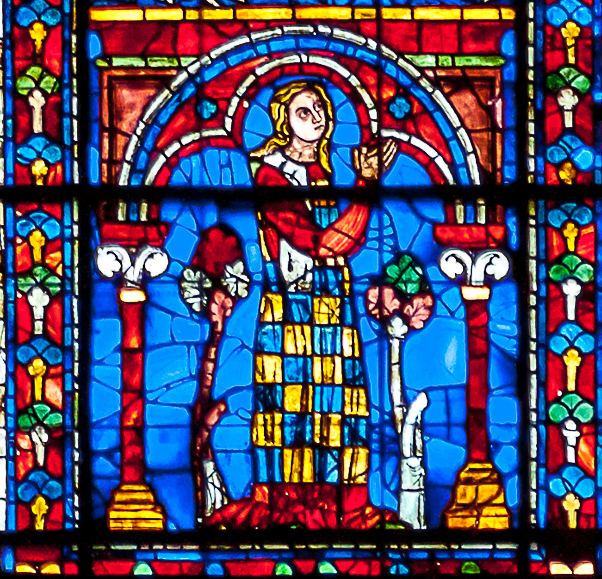
La contessa Iolanda di Lusignano in una vetrata

Il suocero, Ugo X morì, nel 1249, a Damietta, come viene descritto da Matteo di Parigi, ed il marito Ugo gli succedette nei titoli di Lusignano, La Marche e Angoulême, come Ugo XI.
Nel 1249, suo marito, Ugo XI acconsentì a seguire il suo signore, Alfonso di Poitiers, per un anno nell'ambito della Settima crociata.
Ugo, non molto tempo dopo suo padre come ci testimonia Matteo di Parigi (Hugo Brunus comes de Marchia cuius pater paulo ante obit apud Damiatan), venne ucciso il 6 aprile 1250 alla Battaglia di Fariskur, uno dei più grandi scontri di tutta la crociata.

### Reggente di La Marche, d'Angoulême e di Lusignano

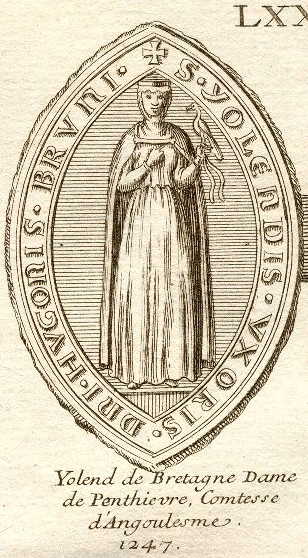
Sigillo di Iolanda di Dreux

Gli succedette nei titoli di Lusignano, La Marche e Angoulême, il figlio, Ugo, come Ugo XII, sotto la tutela di Iolanda.
Iolanda quindi oltre alle proprie terre si trovò ad amministrare anche quelle del marito per conto del figlio fino al 1256, quando Ugo XII, divenuto maggiorenne, governò direttamente le sue contee, e, dalla madre ricevette la contea di Porhoët e le signorie di Fère-en-Tardenois, Chillye Longjumeau

### Morte

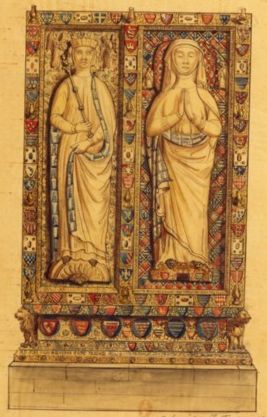
La tomba di Iolanda di Bretagna e di Alice di Thouars

Iolanda morì a Charente il 10 ottobre 1272; subito dopo i possedimenti bretoni tornarono nella Casa di Dreux, mentre il titolo di Conte di Penthièvre tornò al fratello, Giovanni.

## Discendenza
Iolanda e Ugo XI di Lusignano ebbero sette figli:
- Ugo († 1270), signore di Lusignano, conte (Ugo III) di La Marche e (Ugo II) d'Angoulême[24];
- Guido († prima del 1309), Signore di Cognac, d'Archiac e di Couhé[25];
- Goffredo († 1264);
- Alice († 1290), che sposò Gilberto di Clare, VII conte di Gloucester[26]
- Maria (1242 - dopo l'11 luglio 1266), che sposò Robert de Ferrers, VI conte di Derby[27]
- Isabella († dopo il 1314), Signora di Belleville[28], che sposò, in prime nozze, Goffredo V di Rancon († 1263), signore di Marcillac e di Taillebourg, e, in seconde nozze, Maurizio II di Belleville;
- Yolanda (1250 circa - 10 novembre 1305), che sposò Pietro I di Préaux († 1311), Signore di Préaux[28].

## Ascendenza
|                      |                     |                          | Genitori            |  |  | Nonni |  |  | Bisnonni           |  |  | Trisnonni           |  |
|                      |                     |                          |                     |  |  |       |  |  | Roberto I di Dreux |  |  | Luigi VI di Francia |  |
|                      |                     |                          |                     |  |  |       |  |  | Roberto I di Dreux |  |  | Luigi VI di Francia |  |
|                      |                     | Adelaide di Savoia       |                     |  |  |       |  |  | Roberto I di Dreux |  |  |                     |  |
| Roberto II di Dreux  |                     |                          |                     |  |  |       |  |  | Roberto I di Dreux |  |  |                     |  |
|                      |                     | Agnès de Baudement       | Guido di Baudemont  |  |  |       |  |  |                    |  |  |                     |  |
|                      |                     | Agnès de Baudement       | Guido di Baudemont  |  |  |       |  |  |                    |  |  |                     |  |
|                      |                     | Agnès de Baudement       | …                   |  |  |       |  |  |                    |  |  |                     |  |
| Pietro I di Bretagna |                     | Agnès de Baudement       |                     |  |  |       |  |  |                    |  |  |                     |  |
|                      |                     | …                        | …                   |  |  |       |  |  |                    |  |  |                     |  |
|                      |                     | …                        | …                   |  |  |       |  |  |                    |  |  |                     |  |
|                      |                     | …                        | …                   |  |  |       |  |  |                    |  |  |                     |  |
| Yolanda di Coucy     |                     | …                        |                     |  |  |       |  |  |                    |  |  |                     |  |
|                      |                     | …                        | …                   |  |  |       |  |  |                    |  |  |                     |  |
|                      |                     | …                        | …                   |  |  |       |  |  |                    |  |  |                     |  |
|                      |                     | …                        | …                   |  |  |       |  |  |                    |  |  |                     |  |
| Alice di Bretagna    |                     | …                        |                     |  |  |       |  |  |                    |  |  |                     |  |
|                      | Goffredo di Thouars | Amalrico VI di Thouars   |                     |  |  |       |  |  |                    |  |  |                     |  |
|                      | Goffredo di Thouars | Amalrico VI di Thouars   |                     |  |  |       |  |  |                    |  |  |                     |  |
|                      | Goffredo di Thouars | Agnese du Puy-du-Fou     |                     |  |  |       |  |  |                    |  |  |                     |  |
| Guido di Thouars     | Goffredo di Thouars |                          |                     |  |  |       |  |  |                    |  |  |                     |  |
|                      |                     | Aumou                    | …                   |  |  |       |  |  |                    |  |  |                     |  |
|                      |                     | Aumou                    | …                   |  |  |       |  |  |                    |  |  |                     |  |
|                      |                     | Aumou                    | …                   |  |  |       |  |  |                    |  |  |                     |  |
| Alice di Thouars     |                     | Aumou                    |                     |  |  |       |  |  |                    |  |  |                     |  |
|                      |                     | Conan IV di Bretagna     | Alano di Penthièvre |  |  |       |  |  |                    |  |  |                     |  |
|                      |                     | Conan IV di Bretagna     | Alano di Penthièvre |  |  |       |  |  |                    |  |  |                     |  |
|                      |                     | Conan IV di Bretagna     | Berta di Bretagna   |  |  |       |  |  |                    |  |  |                     |  |
| Costanza di Bretagna |                     | Conan IV di Bretagna     |                     |  |  |       |  |  |                    |  |  |                     |  |
|                      |                     | Margherita di Huntingdon | Enrico di Scozia    |  |  |       |  |  |                    |  |  |                     |  |
|                      |                     | Margherita di Huntingdon | Enrico di Scozia    |  |  |       |  |  |                    |  |  |                     |  |
|                      |                     | Margherita di Huntingdon | Ada de Warenne      |  |  |       |  |  |                    |  |  |                     |  |
|                      |                     | Margherita di Huntingdon |                     |  |  |       |  |  |                    |  |  |                     |  |

### Fonti primarie
- (LA)  Monumenta Germaniae Historica, Scriptores, tomus XXI.
- (LA)  Monumenta Germaniae Historica, Scriptores, tomus XXIII.
- (LA)  Layettes du trésor des chartes : de l'année 1224 à l'année 1246.
- (LA)  Rerum Gallicarum et Francicarum Scriptores, tomus XII.
- (LA)  Rerum Gallicarum et Francicarum Scriptores, tomus XVIII.
- (FR)  William of Tyre, Recueil des historiens des croisades. Historiens occidentaux..
- (LA)  Les registres de Grégoire IX : recueil des bulles de ce pape, Tome I.
- (LA)  Cartulaire de l'abbaye royale de Notre-Dame des Châtelliers
- (LA)  Matthew Paris, Chronica Majora, Vol. II
- (LA)  Matthew Paris, Chronica Majora, Vol. V.
- (LA)  Annales monastici, vol I.
- (LA)  Chronicon Savigniacense, Stephani Baluzii Miscellaneorum, Liber II, Collectio Veterum.
- (LA)  Royal and other historical letters, Volume 1, letters patent of Henry III

### Letteratura storiografica
- Frederik Maurice Powicke, "I regni di Filippo Augusto e Luigi VIII di Francia", cap. XIX, vol. V (Il trionfo del papato e lo sviluppo comunale) della Storia del Mondo Medievale, 1999, pp. 777–828.
- Charles Petit-Dutaillis, Luigi IX il Santo, cap. XX, vol. V (Il trionfo del papato e lo sviluppo comunale) della Storia del mondo medievale, 1999, pp. 829–864.
- Frederik Maurice Powicke, "Inghilterra: Riccardo I e Giovanni", cap. IV, vol. VI (Declino dell'impero e del papato e sviluppo degli stati nazionali) della Storia del Mondo Medievale, 1999, pp. 143–197.
- E.F. Jacob, "Inghilterra: Enrico III", cap. V, vol. VI (Declino dell'impero e del papato e sviluppo degli stati nazionali) della Storia del Mondo Medievale, 1999, pp. 198–234.
- (FR)  Lobineau, G. A. (1707) Histoire de Bretagne (Paris), Tome I.
- (FR)  Histoire généalogique et chronologique de la maison royale de France, tome III.